# Nie widzę ciebie w swych marzeniach. Kolekcja nagrań archiwalnych z lat 1975–1981
Nie widzę ciebie w swych marzeniach. Kolekcja nagrań archiwalnych z lat 1975–1981 – album kompilacyjny zawierający wybór nagrań radiowych i jedno studyjne wokalisty Stanisława Wenglorza. 
Krążek ukazał się nakładem wydawnictwa Kameleon Records i jest to pierwsza oficjalna płyta kompaktowa w dyskografii piosenkarza, wydana ponad 50 lat od jego scenicznego debiutu.
Rozpiętość stylistyczna zaprezentowanej tutaj muzyki sięga zarówno rocka progresywnego (Podróż I, Podróż II), jazz-rocka i hard rocka (Klątwa), jak i bardziej konwencjonalnego popu, czy pop-rocka.
W zestawie m.in. nagrania dokonane z zespołami: Skaldowie, Budka Suflera, a także z Ryszardem Sygitowiczem oraz dwie kompozycje Seweryna Krajewskiego. Materiał został zremasterowany z radiowych taśm matek.

## Lista utworów[1][2]
1. „Podróż I” (muz. Stanisław Wenglorz – sł. Wojciech Mann) – 5:47
2. „Czy widzisz to jest życie” (muz. Seweryn Krajewski – sł. Krzysztof Dzikowski) – 3:37
3. „Podróż II” (muz. Stanisław Wenglorz – sł. Marek Gaszyński) – 4:50
4. „Klątwa” (muz. Stanisław Wenglorz, Zdzisław Janiak, Piotr Iskrowicz) – 6:30
5. „Mój warszawski dzień” (Waldemar Parzyński – sł. Józef Lewiński, Andrzej Zaniewski) – 4:18
6. „Nie spoczniemy” (muz. Seweryn Krajewski – sł. Agnieszka Osiecka) – 3:46
7. „Nie widzę ciebie w swych marzeniach” (muz. Andrzej Zieliński – sł. Leszek Aleksander Moczulski) – 5:34
8. „Kula nocnego światła” (muz. Romuald Lipko – sł. Adam Sikorski) – 5:17
9. „Ślady na piasku” (muz. Romuald Lipko – sł. Adam Sikorski) – 4:50
10. „To miejsce na świecie” (muz. Wanda Żukowska – sł. Jacek Podkomorzy) – 7:02
11. „Czy piekło to czy raj” (muz. Jacek Mikuła – sł. Wanda Rosińska) – 3:07
12. „Dom ze snów” (muz. Waldemar Parzyński – sł. Jerzy Władysław Dąbrowski) – 3:59
13. „Goniąc miłość” (muz. Janusz Lipiński – sł. Lucjan Radzikowski) – 3:05
14. „Kim ty jesteś jak cię zwą” (muz. Andrzej Zieliński – sł. Bogdan Olewicz) – 3:50
15. „Zgubiłem się” (muz. Janusz Koman – sł. Jacek Korczakowski) – 4:37
16. „Z nieba zejdź” (muz. Waldemar Parzyński – sł. Wojciech Jagielski) – 3:47
17. „W złym teatrze” (muz. Waldemar Parzyński – sł. Janusz Kondratowicz) – 2:31
18. „Wybacz mi” (muz. Stanisław Wenglorz – sł. Stanisław Wenglorz) (2020 / reedycja 2023) – 3:02 / 4:11[3]

## Stanisławowi Wenglorzowi towarzyszą[2]
- Zespół instrumentalny p/d Wojciecha Bolimowskiego (1, 2)
- System (3)
- Projekt (4)
- Zespół instrumentalny Studio Piosenki p/d Waldemara Parzyńskiego (5)
- Zespół instrumentalny p/d Mariusza Jelińskiego (6)
- Skaldowie (7)
- Budka Suflera (8, 9)
- Orkiestra PRiTV Studio S1 p/d Andrzeja Trzaskowskiego (10)
- Zespół instrumentalny p/d Jerzego Suchockiego (11, 12)
- Monastyr (13, 14)
- Koman Band (15)
- Orkiestra PRiTV w Łodzi p/d Wojciech Zieliński (16)
- Zespół instrumentalny p/d Marka Stefankiewicza (17)
- 2020: Zespół instrumentalny, 2023: Tomasz Wolak Band (18)

## Opracowanie[3]
- Redakcja, opracowanie graficzne, mastering – Paweł Nawara
- Koordynator projektu – Marek Trepko
- Kolorowanie i obróbka zdjęć – Katarzyna Jasińska
- Zdjęcia – Paweł Karpiński, Maciej Kabata, Leopold Sarnecki, archiwum Stanisława Wenglorza